# Windows Search
Chronologie des versions
Indexing Service (en)
Windows Search (également nommé Instant Search) est un moteur de recherche de bureau de documents développé par Microsoft et ayant apparu pour la première fois sur Windows Vista comme remplacement à l'Indexing Service (en), de Windows 2000 et la recherche MSN Desktop sur Windows XP et Windows Server 2003, conçu pour faciliter l'accès aux fichiers et d'autres documents informatiques locaux et distants des applications compatibles comme l'explorateur de fichiers Windows.
Windows Search crée un répertoire de fichiers (documents, courriers électroniques, dossiers, programmes, photos, pistes audio et vidéo) gérés localement et le contenu des fichiers, ainsi que les objets n'étant pas des fichiers comme ceux de Microsoft Outlook pour effectuer des recherches incrémentales basés sur des détails comme des contenus, des dates, des noms de fichiers, des formats de fichier, des personnes et des tailles ; le répertoire stocke les métadonnées des documents d'autres contenus. La recherche peut être effectuée sur le panneau de configuration Windows et les paramètres Windows